# محوطه دستک
محوطه دستک مربوط به دوره ساسانیان - دوران‌های تاریخی پس از اسلام است و در بوشهر، نزدیک اداره هواشناسی واقع شده و این اثر در تاریخ ۷ مهر ۱۳۸۱ با شمارهٔ ثبت ۶۴۹۸ به‌عنوان یکی از آثار ملی ایران به ثبت رسیده است.